# Ebean
Ebeanは、Javaのためのオブジェクト関係マッピング (ORM)ライブラリである。JPA (Java Persistence API) やJDO (Java Data Objects) よりもシンプルに使えて、かつ理解しやすいように設計されている。

## シンプルなAPI
EbeanはJPAよりもシンプルなAPIを持っている。これは、セッションレスのアーキテクチャを持つことにより可能となった。EbeanはJPAの EntityManagerやJDOのPersistenceManagerを必要としない。これによりbeansの付け外しや、flushing/clearingとEntityManagersの「セッション管理」に関連した問題のコンセプトは不要となった。これにより、EbeanのAPIを学習、理解して使用することはより簡単になった。

## リレーショナル機能
Ebeanは（JPAと同じく）完全なORMの機能を有しているが、「SQL」の機能も組み込まれている。方法として、正確にSQLを操作するのは多大な開発側の労力が必要となるので、ストアドプロシージャを呼び出すか、もっと単純に「リレーショナル」なアプローチで解決している。
The ultimate goal for Ebean is  to combine the best ORM features from JPA with the best 'Relational' features from products like MyBatis into a single persistence framework.

## オブジェクト関係マッピング
Ebean uses the same mapping as JPA with its @Entity, @Table, @OneToMany etc. annotations and xml. The mapping of Entity beans should be compatible between Ebean and JPA.
Going beyond JPA Ebean supports Java Generics and fetching "Partial" objects with its Query object.

## 例
```
//idによりcustomerを見つける

Customer
 
customer
 
=
 
Ebean
.
find
(
Customer
.
class
,
 
1
);

// joinsを使った、より複雑なクエリ

List
<
Order
>
 
order
 
=

   
Ebean
.
find
(
Order
.
class
)

    
.
join
(
"customer"
)

    
.
join
(
"customer.billingAddress"
)

    
.
join
(
"customer.shippingAddress"
)

    
.
join
(
"details"
)

    
.
join
(
"details.product"
,
 
"name"
)

    
.
where
().
eq
(
"shipDate"
,
 
today
)

    
.
findList
();

```